# 圆吻海鰶
圆吻海鰶（学名：Nematalosa nasus），又名高鼻海鰶，香港稱黃魚，为鲱科海鰶屬的鱼类，俗名鲁达。分布于伊里安、印度尼西亚、菲律宾、马来半岛、印度和阿拉伯海、台湾以及东海、南海等海域。该物种的模式产地在Malabar。

## 分布
本魚分布於印度西太平洋區，包括印度洋沿岸、泰國、台灣、菲律賓、韓國、波斯灣、安達曼海等海域的浅层海域。

## 特徵
本魚體高而側扁，體高約為標準常之34~41%。口裂成倒V狀，開於下方，無齒，上頜突出於下領，上頜骨末端向下彎曲，向後延伸至眼前緣下方。頭中大。吻短而鈍突。眼側位，脂性眼瞼發達，鰓蓋光滑；前鰓蓋骨下支上方無三角形之肌肉。背鰭前鱗成對，兩鱗在中線重疊。背鰭起點在體中部前方，前部鰭條長，向後漸短，最後軟條延長成絲狀，具軟條15~16枚；臀鰭起點於背鰭基底後方，具軟條20~24枚；腹鰭軟條8枚；尾鰭深叉。頭部及體背青綠色，腹部銀白色。鰓蓋大部分呈金黃色，後方具一大黑斑；體側上方具4~5縱形暗色小斑。體長可達21公分。

## 生態
本魚喜棲泥沙底的河口區，有時進入河川下游區。濾食性，以矽藻、橈腳類及其它小型無脊椎動物為主要食物。有集群洄游之習性，並有強烈之趨光性。產卵季在春夏之間。

## 經濟利用
食用魚，肉質細嫩但多刺。適合煮湯或油炸。

## 扩展阅读
維基物種上的相關：圆吻海鰶